# انتمائية
الانتمائية هي حاجة عاطفية إنسانية لدى الفرد إلى شعوره بأنه عضو مقبول في مجموعة. يميل بعض الأفراد إلى امتلاك رغبة «متأصلة» في الانتماء والشعور بأنهم جزء هام من شيء أكبر منهم سواء تعلق الأمر بالعائلة، أو الأصدقاء، أو زملاء العمل، أو الدين أو أي شيء آخر. ينطوي هذا على علاقة أعظم من مجرد علاقات المعرفة أو الألفة.
يمثل الانتماء أحد المشاعر القوية الموجودة في الطبيعة البشرية. يُعد الانتماء وعدم الانتماء تجربة ذاتية قابلة للتأثر بعدد من العوامل الموجودة داخلنا أو في بيئتنا المحيطة.
يجادل روي باومايستر ومارك ليري بأن الانتماء من الدوافع البشرية الجوهرية إذ يؤدي شعورنا بعدم الانتماء إلى عواقب وخيمة. لو لم يكن الانتماء أمرًا جوهريًا، فلن يعود افتقار الشعور بالانتماء علينا بمثل هذه العواقب الوخيمة. تُعتبر هذه الرغبة عالمية وتنتشر الحاجة إلى الانتماء بين جميع الثقافات ومختلف أنواع الشعوب.
يساهم الإنصات الإيجابي في خلق شعور الانتماء.

## المشكلات السلوكية والاجتماعية
ثبت أن الانتمائية، التي يمكن الإشارة إليها أيضًا باسم الارتباطية، عامل خطر / تنبؤي بالأعراض الاكتئابية. يوجد العديد من الأدلة المتزايدة على الارتباط القوي بين العامل بين الشخصي للانتماء والأعراض الاكتئابية. يُختبر انطباع القيمة العلائقية المنخفضة باستمرار بوصفه انخفاضًا في تقدير الذات. وفقًا لوجهات النظر هذه، تمتلك تصورات الانتمائية تأثيرًا مباشرًا على الأعراض الاكتئابية نظرًا إلى الآليات العصبية الطبيعية. أثبت عدد من الدراسات وجود رابط قوي بين الانتمائية والأعراض الاكتئابية باستخدام مقياس الأداة النفسية للإحساس بالانتماء. يحتوي هذا المقياس على 14 عنصر مستند إلى العالم الاجتماعي – على سبيل المثال، «لا أشعر أن هناك أي مكان بمقدوري الانتماء إليه في هذا العالم». يهدف مقياس «إس أو بي آي – بّي» إلى قياس الإحساس العام بالانتماء.
ثبت أن امتلاك عضوية في مجموعة ما مرتبط بشكل سلبي وإيجابي على حد سواء مع المشكلات السلوكية. لُوحظ أيضًا وجود فروق مستمرة بين الجنسين فيما يتعلق بتوجيه المشاكل السلوكية نحو الداخل أو الخارج. أبلغت الفتيات عن نسبة أكبر من السلوكيات داخلية التوجيه مثل الاكتئاب، بينما أبلغ الفتيان عن نسبة أكبر من المشكلات خارجية التوجيه. مع ذلك، يساهم امتلاك عضوية في مجموعة ما في التقليل من الميل نحو تطوير مشكلات داخلية التوجيه مثل الاكتئاب أو القلق، من خلال توفير شعور بالأمان والقبول من قبل الأقران. يرتبط الافتقار إلى عضوية المجموعة مع المشكلات السلوكية ويزيد خطر تعرض المراهقين لحالات توجيه المشكلات نحو الداخل والخارج على حد سواء. مع ذلك، قد تؤدي الحاجة إلى الانتماء في بعض الأحيان إلى امتثال الأفراد لمجموعات الأقران المنحرفة وانخراطهم في نشاطات مشكوك بها أخلاقيًا، مثل الكذب والخيانة.

### الاكتئاب
يمتلك البشر حاجة أساسية للتواصل مع الآخرين واكتساب القبول في مجموعات اجتماعية مختلفة. عند تدهور هذه العلاقات أو انكسار الروابط الاجتماعية، يعاني الأفراد من أعراض اكتئابية. ارتبط امتلاك درجة أكبر من الإحساس بالانتماء مع انخفاض مستويات الشعور بالوحدة والاكتئاب. على الرغم من تأثير الانفصال عن الآخرين واختبار نقص الانتماء بشكل سلبي على الفرد، يُعد الأفراد المصابون بالاكتئاب أكثر عرضة لهذه التأثيرات السلبية الناجمة عن ضعف الانتماء. نظرًا إلى أهمية التجارب الاجتماعية في رفاهية الفرد وصحته، بالإضافة إلى دورها كسبب مطور للاكتئاب واستمراريته، من الضروري اختبار كيفية تحسن رفاهية الفرد وصحته أو تدهورها بواسطة التفاعلات الإيجابية والسلبية في هذه المجموعات السكانية السريرية.
يختبر الأفراد إحساسًا بالانتماء عند اختبارهم تفاعلات اجتماعية إيجابية. مع ذلك، تجعل التحيزات في معالجة المعلومات الاجتماعية الأفراد المصابين بالاكتئاب أقل قدرة على إدراك إشارات القبول والانتماء في التفاعلات الاجتماعية. على سبيل المثال، أظهرت دراسة مختبرية باستخدام مهام معالجة المعلومات، التي تقيم الانتباه والذاكرة مع منبهات الحزن، والتهديد الجسمي، والتهديد الاجتماعي بالإضافة إلى المنبهات الإيجابية، وجود انتباه تفضيلي للوجوه الحزينة والصفات والكلمات العاطفية لدى الأفراد المكتئبين سريريًا. أظهر الأفراد المكتئبون تحيزات للمنبهات المنطوية على الحزن والخسارة.
غالبًا ما يفشل الأفراد المصابون بالاكتئاب في تلبية حاجتهم إلى الانتماء في العلاقات، ما يقلل بدوره من نسبة علاقاتهم الحميمة. يستطيع الأفراد المصابون بالاكتئاب على ما يبدو التأثير بشكل سلبي على الأفراد الآخرين، ما يؤدي بدوره إلى مزيد من الرفض وخسارة الفرص المجزية اجتماعيًا. يُعد الأفراد المكتئبون أقل عرضة للشعور بإحساس من الانتماء وأكثر عرضة لتركيز انتباههم على التفاعلات الاجتماعية السلبية. أظهرت الأبحاث أن الأعراض الاكتئابية قادرة على جعل الأفراد أكثر حساسية للتجارب اليومية الخاصة بالرفض والقبول الاجتماعي على حد سواء.

### الانتحار
أشارت دراسات عديدة إلى ارتباط كل من ضعف الانتماء، والقدرة المكتسبة على إيذاء النفس والشعور بالعبء مع السلوكيات الانتحارية. قدمت إحدى التطورات النظرية الحديثة: النظرية بين الشخصية للسلوك الانتحاري تفسيرًا للعلاقة بين الفصل عن الوالدين والسلوك الانتحاري. أشار توماس جوينر، الذي اقترح حديثًا النظرية بين الشخصية للانتحار، إلى ضرورة وجود عنصرين اثنين من أجل حدوث السلوك الانتحاري. ينطوي العنصر الأول على امتلاك الرغبة في الانتحار بينما يمثل العنصر الثاني القدرة المكتسبة على الانتحار. يمكن تقسيم الرغبة في الانتحار بدورها إلى مكونين اثنين: الانتماء الفاشل ومدى الشعور بالعبء. يخلق هذان المكونان سوية قوة دافعة نحو السلوك الانتحاري. فيما يتعلق بالسلوك الانتحاري بين المراهقين على وجه التحديد، تقترح النظرية تطور السلوك الانتحاري كنتيجة لرغبة الفرد في الموت وقدرته المكتسبة على إلحاق الأذى الذاتي. تشير زيادة القدرة المكتسبة إلى افتقار الفرد للاستجابة الألمية عند إيذاء النفس، إذ ثبت أن هذا مرتبط بعدد محاولات الانتحار التي يختبرها الفرد على مدار حياته.
يشمل الفصل عن الوالدين عددًا من الأحداث مثل التخلي عن المراهق، أو الطلاق أو موت أحد الوالدين. تُعد العلاقات مع الوالدين تمثيلًا لانتماء المراهقين نظرًا إلى أهمية الوالدين الخاصة في توفير علاقات الاستقرار والرعاية التي تُعتبر بدورها من المكونات الجوهرية للانتماء. ثبت وجود دور مساهم للعلاقات الإيجابية بين الوالدين والمراهقين كعامل وقائي من شأنه التقليل من خطر السلوك الانتحاري بين المراهقين. أظهرت زيادة الارتباط مع الوالدين، مثل درجة القرب بين الوالدين والطفل والرعاية المتصورة للوالدين، ارتباطًا مع المستويات الأدنى من عدد محاولات الانتحار الماضية والتفكير فيها. يتمثل أحد العوامل الوقائية الملحوظة الأخرى التي تلعب دورًا في التقليل من محاولات انتحار المراهقين في ارتفاع مستويات مشاركة الوالدين وانخراطهم مع أبنائهم.
وفقًا لباومايستر وليري، تقترح نظرية الانتمائية أن الرغبة في الموت ناجمة عن فشل العمليتين بين الشخصيتين. على غرار جوينر، تتمثل إحدى هاتين العمليتين في الإحساس الفاشل بالانتماء بسبب عدم تلبية حاجة الفرد إلى الانتماء بينما تنطوي العملية الأخرى على إحساس الفرد بأنه عبء على الآخرين. يجاد هذان أيضًا بامتلاك جميع الأفراد حاجة جوهرية إلى الانتماء. لا يمكن تلبية هذه الحاجة إلى الانتماء إلا بامتلاك الفرد تفاعلات إيجابية دورية مع الآخرين وشعوره بالرعاية من قبل الأفراد ذات الأهمية في حياته. تبرز الصلة الأهم لمفهوم الانتماء المنخفض الذي اقترحته النظرية بين الشخصية للانتحار في الفصل عن الوالدين والسلوك الانتحاري بين المراهقين نظرًا إلى دور الفصل عن الوالدين في التأثير على الانتماء المتصور للمراهقين. أظهر المراهقون الذين يبلغ متوسط أعمارهم 16 عام، ممن امتلكوا مستويات منخفضة من الانتماء بالإضافة إلى تعرضهم للفصل عن والديهم، النسبة الأعلى لخطر الانتحار. يؤدي الفصل عن الوالدين إلى اضطراب العلاقة بين المراهق ووالديه وبالتالي تراجع جودة التفاعلات وتواترها بينهما، ما يقلل من شعور المراهق بالانتماء.
اختبرت إحدى الدراسات حول ملاحظات الموت مدى تكرارية موضوعي الانتماء الفاشل والشعور بالعبء بين عينات ملاحظات الانتحار. استُخدمت دراسة ملاحظات الانتحار كوسيلة مفيدة في اختبار الدوافع خلف الانتحار. من الجدير بالذكر أن هذه الأبحاث محدودة نظرًا إلى النسبة الضئيلة من محاولات الانتحار المكتملة التي تركت ملاحظات فعلية خلفها. استكشفت هذه الدراسة مدى انعكاس الانتمائية الفاشلة والشعور بالعبء المتصور في محتوى هذه الملاحظات. اختبرت أيضًا مدى العثور على هذين الموضوعين في الملاحظة نفسها. وجدت هذه الدراسة أن ملاحظات الانتحار غير داعمة بشكل كبير لفرضية حدوث السلوك الانتحاري كنتيجة لكل من الشعور بالعبء والانتمائية الفاشلة، متحدين مع القدرة المكتسبة. لم تدعم نتائج الدراسة الارتباط بين الشعور بالعبء والانتمائية الفاشلة كدافعين نحو الانتحار. مع ذلك، خلصت الأبحاث إلى انتشار موضوع الشعور بالعبء بشكل أكبر بين ملاحظات انتحار النساء، بينما انتشر موضوع الانتماء الفاشل بشكل أكبر بين ملاحظات انتحار اليافعين.